# Кангыл
Кангыл (укр. Кангил, крымскотат. Qañğıl, Къанъгъыл) — маловодная балка в Сакском районе Крыма. Длина водотока — 20,8 км, площадь водосборного бассейна — 175,0 км². В современных справочниках названия не имеет, но в «Списке населённых мест Таврической губернии по сведениям 1864 года» обозначена, как Кангыл.
Балка пролегает в южном направлении, притоков не имеет. Впадает в озеро Сасык-Сиваш примерно в 2 километрах южнее села Глинка на отметке — 0,6 м от уровня моря. Водоохранная зона балки установлена в 100 м.